# Le Roi des grizzlis
Pour plus de détails, voir Fiche technique et Distribution.
Le Roi des grizzlis (King of the Grizzlies) est un film américain de Ron Kelly sorti en 1970. C'est une adaptation du roman La biographie du Grizzly (1900) d'Ernest Thompson Seton.

## Synopsis
Un indien qui travaille dans un ranch rencontre un grizzly

## Fiche technique
- Titre original : King of the Grizzlies
- Titre français : Le Roi des grizzlis
- Réalisation : Ron Kelly
- Scénario : Rod Peterson, Norman Wright d'après La biographie du Grizzly (1900) d'Ernest Thompson Seton
- Images : Reginald H. Morris
- Montage : Gregg McLaughlin
- Décors : Wilf Culley
- Artiste matte : Alan Maley
- Animateur générique : Jack Boyd
- Costume : Roger Palmer (pour Robert Lawrence Productions)
- Maquillage : Bill Morgan (pour Robert Lawrence Productions)
- Musique : Buddy Baker
  - Orchestration : Franklyn Marks
  - Montage : Evelyn Kennedy
- Technicien du son : Robert O. Cook
- Producteur : Winston Hibler, Robert F. Metzler (associé), Erwin L. Verity (directeur de production)
  - assistant producteur terrain pour Cangary Limited : William W. Bacon III, Marinho Correia, Al Niemela, Dell Ray, Bob Rowland, Terry Rowland
  - assistant production pour Robert Lawrence Productions : Don Hall, William Redlin
- Société de production : Walt Disney Productions, Cangary Limited, Robert Lawrence Productions
- Société de distribution : Buena Vista Distribution
- Pays de production :  États-Unis
- Genre : Western
- Durée : 93 minutes
- Date de sortie : 11 février 1970

Sauf mention contraire, les informations proviennent des sources suivantes : Leonard Maltin, Mark Arnold, IMDb

## Distribution
- John Yesno : Moki
- Chris Wiggins : le colonel
- Hugh Webster : Shorty
- Jack Van Evera : Slim
- Winston Hibler : Narrateur (voix)

Source : Leonard Maltin, Mark Arnold et IMDb

## Sorties cinéma
Sauf mention contraire, les informations suivantes sont issues de l'Internet Movie Database.
- États-Unis : 11 février 1970
- France : 17 février 1970
- Danemark : 11 mars 1971
- Japon : 20 mars 1971

## Origine et production
Le film débute par une narration de Winston Hibler comme il l'a fait sur la majorité des True-Life Adventures mais après que les bébés ours aient grandi, des humains interviennent dans le film.
La production du film a duré deux ans en raison des mues de fourrures des ours. Pour faire jouer l'ours Big Ted, l'équipe utilisait des marshmallows.
Le film a été diffusé en deux épisodes dans l'émission The Wonderful World of Disney le 27 octobre et le 4 novembre 1973 sur NBC et aussi en 1977.
Pour s'assurer du réalisme des animaux dans Rox et Rouky (1981), les animateurs travaillent à partir de vidéos extraites de documentaires animaliers dont Le Roi des grizzlis utilisé pour la scène du combat d'ours.

## Analyse
Le film est beaucoup plus proche du film Les Aventures de Perri (1957) premier de la série True Life Fantasy que des True-Life Adventures. Pour Mark Arnold, le rythme du film est très lent et son final est très irréaliste.